# Józef Kurzeja (duchowny)
Józef Kurzeja (ur. 10 stycznia 1937 w Zasadnem, zm. 15 sierpnia 1976 w Krakowie) – polski ksiądz, pierwszy proboszcz parafii św. Maksymiliana Marii Kolbego w Krakowie-Mistrzejowicach, prześladowany przez Służbę Bezpieczeństwa PRL oraz Sługa Boży Kościoła katolickiego.

## Życiorys
Józef Kurzeja pochodził z wielodzietnej, pobożnej rodziny rolników Stanisława i Zofii z domu Gorczowskiej jako najmłodsze z ich siedmioro dzieci (miał cztery siostry: Marię, Stefanię – późniejszą s. Mieczysławę, służebniczkę starowiejską, Annę – późniejszą s. Longinę, sercankę i Zofię oraz dwóch braci Franciszka i Jana). Urodził się na ziemi limanowskiej, na terenie parafii Przemienienia Pańskiego i Nawiedzenia NMP w Kamienicy w diecezji tarnowskiej, gdzie dwa dni później został ochrzczony (12 stycznia 1937) oraz gdzie 23 czerwca 1946 przyjął Pierwszą Komunię świętą. Kiedy miał 9 lat zmarła jego matka, która przed śmiercią poleciła swemu mężowi, aby oddał go pod opiekę jego ciotki, mieszkającej w miejscowości Kadcza. Przebywał u niej czasowo, służąc u zamożnych gospodarzy, a następnie po częstych chorobach płuc został zabrany przez ojca do domu. Ten znalazł mu miejsce u gospodarzy w sąsiedniej wsi Łącko, gdzie skończył szóstą klasę szkoły podstawowej. Następnie mając 13 lat przebywał w ochronce przy parafii Przenajświętszej Trójcy w Wilamowicach u proboszcza ks. Franciszka Pieli, gdzie pracowała jako zakonnica jego starsza siostra Stefania i gdzie skończył siódmą klasę.
Po ukończeniu szkoły podstawowej wstąpił do Małego Seminarium Duchownego w Krakowie przy ul. Manifestu Lipcowego 4 (obecnie ul. Piłsudskiego), które ukończył z wynikiem bardzo dobrym, mając w planie wybór drogi kapłańskiej. W myśl obowiązujących wówczas przepisów w Polsce matura uzyskana w Małym Seminarium nie była oficjalnie uznana, dlatego przy wstąpieniu do Wyższego Seminarium Duchownego wymagany był egzamin państwowy, który zaliczył 15 maja 1956 przed komisją egzaminacyjną w Katowicach (wtedy Stalinogrodzie). Idąc za głosem powołania wstąpił w tymże roku do Wyższego Seminarium Duchownego w Krakowie przy ul. Podzamcze 8, po ukończeniu którego przyjął 17 czerwca 1962 w katedrze na Wawelu z rąk wikariusza kapitulnego bp. Karola Wojtyły święcenia kapłańskie.
Mając święcenia prezbiteratu pracował następnie jako wikariusz kolejno w czterech parafiach. W okresie (1962–1964) w parafii św. Wojciecha w Mucharzu, gdzie był katechetą i duszpasterzem, opiekującym się przede wszystkim chorymi. Z parafii tej został przeniesiony do parafii św. Wawrzyńca w Grojcu k. Kęt, gdzie przebywał w latach (1964–1967), a następnie został skierowany do parafii Niepokalanego Serca NMP w Sierszy, gdzie pracował jako duszpasterz blisko rok w latach (1967–1968). 28 czerwca 1968 został ostatecznie przeniesiony do parafii św. Małgorzaty w Raciborowicach, do której należała wieś Mistrzejowice, która zgodnie z planem zagospodarowania przestrzennego Krakowa miała niebawem zamienić się w 40 tysięczne osiedle mieszkaniowe dzielnicy Nowa Huta. Zaistniała potrzeba posługi duchowej dla nowego osiedla, a co za tym idzie budowy kościoła. Był to okres znamienny w życiu księdza Józefa, zmagań z komunistycznymi władzami o możliwość zbudowania kościoła, tym bardziej, że w planie władz państwowych nie przewidziano budowy jakichkolwiek obiektów sakralnych na terenie osiedla. Przy pomocy życzliwych ludzi oraz swojej determinacji i wsparciu kard. Karola Wojtyły pod osłoną nocy 29 sierpnia 1970 wybudował niewielką drewnianą altanę, barak tzw. „zieloną budkę” na Osiedlu Oświecenia, w której gromadził dzieci, ucząc je religii i przygotowując do Pierwszej Komunii świętej. Otwarcie takiego ośrodka naraziło ks. Józefa na rozmaite szykany ze strony władz administracyjnych i Służby Bezpieczeństwa. Wielokrotnie otrzymywał polecenia, by rozebrał barak oraz wezwania do różnych urzędów i na przesłuchania, wreszcie zatrzymania w areszcie, rozprawy sądowe i kary wymierzane przez Kolegium do spraw wykroczeń. Również osoby, które w jakikolwiek sposób pomagały mu przy organizowaniu nabożeństw były prześladowane. Grożono im zwolnieniami z pracy, wyznaczano kary oraz stosowano różne sankcje. Szykany te spowodowały pogorszenie stanu jego zdrowia i coraz częstsze pobyty w szpitalach.
W pierwszą niedzielę lipca 1971 pierwszy raz odprawił mszę świętą dla dzieci, które przygotował do przyjęcia Pierwszej Komunii świętej, robiąc zadaszenie oraz odpowiednie podium, czyniąc z „zielonej budki” kaplicę. Ze względu na stały napływ wiernych, władze nie odważyły się na użycie siły, aby zniszczyć lub rozebrać kaplicę. Z jego inicjatywy powstał następnie projekt, by w tym miejscu zbudować kościół pod wezwaniem św. Maksymiliana Marii Kolbego. Władze kościelne starały się u władz państwowych o zgodę na powstanie tego kościoła, którą później uzyskano.
1 grudnia 1973 z dotychczasowej kaplicy nazwanej „zieloną budką”, pod przewodnictwem ks. Mikołaja Kuczkowskiego przy licznym udziale wiernych i kapłanów, procesjonalnie przeniesiono Najświętszy Sakrament do wybudowanej kaplicy, która miała służyć tymczasowo za punkt duszpasterski. Ksiądz Józef zbudował jeszcze salki katechetyczne oraz rozpoczął 8 maja 1976 budowę kościoła po uzyskaniu 22 kwietnia tegoż roku zgody na jego budowę, lecz wkrótce zmarł 15 sierpnia w wyniku skrzepu w płucach powodującego zator w mózgu w szpitalu krakowskim. Został pochowany początkowo 18 sierpnia na cmentarzu w Grębałowie przy licznym udziale wiernych, duchowieństwa oraz bp. Stanisława Smoleńskiego, a następnie 16 listopada 1980 ekshumowany i przeniesiony do sarkofagu w krypcie kościoła pw. św. Maksymiliana Marii Kolbego w Krakowie-Mistrzejowicach.

## Postępowanie wyjaśniające przyczyny śmierci
W 2008 krakowski oddział Instytutu Pamięci Narodowej prowadził śledztwo w sprawie jego tajemniczej śmierci. Po przesłuchaniu licznych świadków, m.in. funkcjonariuszy Służby Bezpieczeństwa oraz zbadaniu dostępnej dokumentacji Sąd Okręgowy w Krakowie ostatecznie umorzył śledztwo z braku dowodów, przemawiających o ewentualnych, nadzwyczajnych okolicznościach jego śmierci.

## Odznaczenia
Postanowieniem prezydenta RP Andrzeja Dudy z 8 czerwca 2017 został odznaczony pośmiertnie Krzyżem Komandorskim z Gwiazdą Orderu Odrodzenia Polski za wybitne zasługi we wspieraniu przemian demokratycznych w Polsce, za niesienie posługi duszpasterskiej.

## Proces beatyfikacji
Z inicjatywy duszpasterzy parafii św. Maksymiliana Marii Kolbego w Krakowie-Mistrzejowicach powstała propozycja wyniesienia ks. Józefa Kurzei na ołtarze. 21 grudnia 2004 uzyskano zgodę Stolicy Apostolskiej tzw. Nihil obstat na przeprowadzenie procesu jego beatyfikacji. Proces został otwarty 4 maja 2005 przez kard. Franciszka Macharskiego w kaplicy arcybiskupów krakowskich. Odtąd przysługuje mu tytuł Sługi Bożego.
W każdy trzeci czwartek miesiąca o godz. 18:00 odprawiana jest w kościele św. Maksymiliana Kolbego w Krakowie-Mistrzejowicach msza święta w intencji wyniesienia go na ołtarze.